# Jasper megye (Dél-Karolina)
Jasper megye az Amerikai Egyesült Államokban, azon belül Dél-Karolina államban található. Megyeszékhelye Ridgeland, legnagyobb városa Hardeeville. Lakosainak száma 28 791 fő (2020. április 1.). Jasper megye Hampton, Beaufort, Chatham és Effingham megyékkel határos.

## Népesség
A megye népességének változása:
| Lakosok száma | 24 939 | 25 360 | 25 879 | 26 629 | 27 824 | 28 791 |
|               | 2010   | 2011   | 2012   | 2013   | 2015   | 2020   |